# خسوف

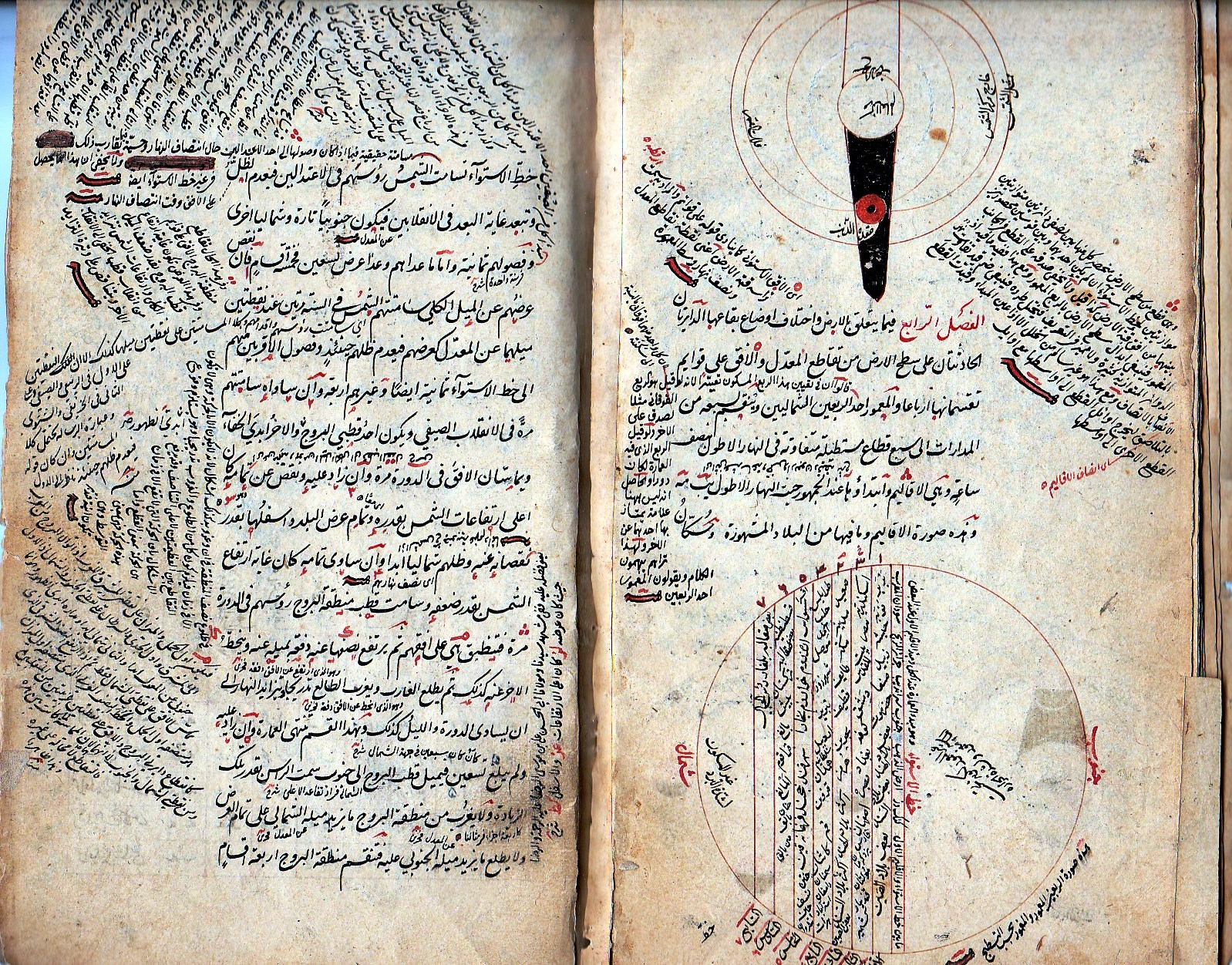
مخطوط لكتاب عربي يظهر فيه حساب وقت الخسوف والكسوف

خسوف القمر هو ظاهرة فلكية تحدث عندما يحجب ظل الأرض ضوء الشمس المنعكس على القمر في الأوضاع العادية. وتحدث هذه الظاهرة عندما تكون الشمس والأرض والقمر في حالة اقتران كوكبي كامل (فيكون خسوفا كليا) أو تقريبي (فيكون خسوفا جزئيا).

## أنواع الخسوف
هنالك ثلاثة أنواع من الخسوفات 
- خسوف كلي [1] ويحدث عندما يدخل القمر كله منطقة ظل الأرض. وفي هذه الحالة ينخسف كامل قرص القمر، مما يؤدي إلى فقدان الرؤية نهائياً في أوقات منتصف الليل .
- خسوف جزئي [1] ويحدث عندما يدخل جزء من القمر منطقة ظل الأرض، وفي هذه الحالة ينخسف جزء من قرص القمر، ويبدو ظل الأرض على وجه القمر.
- خسوف شبه الظل [1] ويحدث عندما يدخل القمر منطقة شبه الظل فقط، وفي هذه الحالة يصبح ضوء القمر باهتاً من دون أن ينخسف.
- خسوف أفقي، وهذا يحدث عندما يصادف الرصد شروق الشمس. حيث يطارد ظل الأرض القمر اثناء غروب القمر. وهذا لأن الخسوف يحصل عندما تتحاذى مراكز الشمس والأرض والقمر على استقامة واحدة

ومنطقة شبه الظل هي المنطقة التي ينحجب فيها جزء من ضوء الشمس عن القمر أي أن المراقب للشمس من على سطح القمر يراها منكسفة جزئياً. ولا يصنف هذا النوع على أنه خسوف شرعي.
إذاً لكي يحدث الخسوف الكلي فإنه لا بد أن يحدث الخسوفان السابقان. وفي بداية الخسوف الكلي فإن لون القمر يميل للحمرة بسبب الأشعة الحمراء التي لا يمكن امتصاصها من أعلى الغلاف الجوي للأرض.

### الخسوف الأفقي
عند رصد الشمس والقمر المخسوف في نفس الوقت يسمى هذا الخسوف بالخسوف الأفقي (Selenehelion). وهذا يمكن أن يحدث فقط اثناء غروب الشمس أو أثناء شروق الشمس مباشرة، وسوف يظهر كلا الجرمين فوق الأفق تقريبا في نقاط متعاكسة تقريبا في السماء ويمكن رؤية وهج الشمس وأجزاء من القمر أثتاء مطاردة ظل الأرض للقمر. وأسباب هذه الظاهرة:

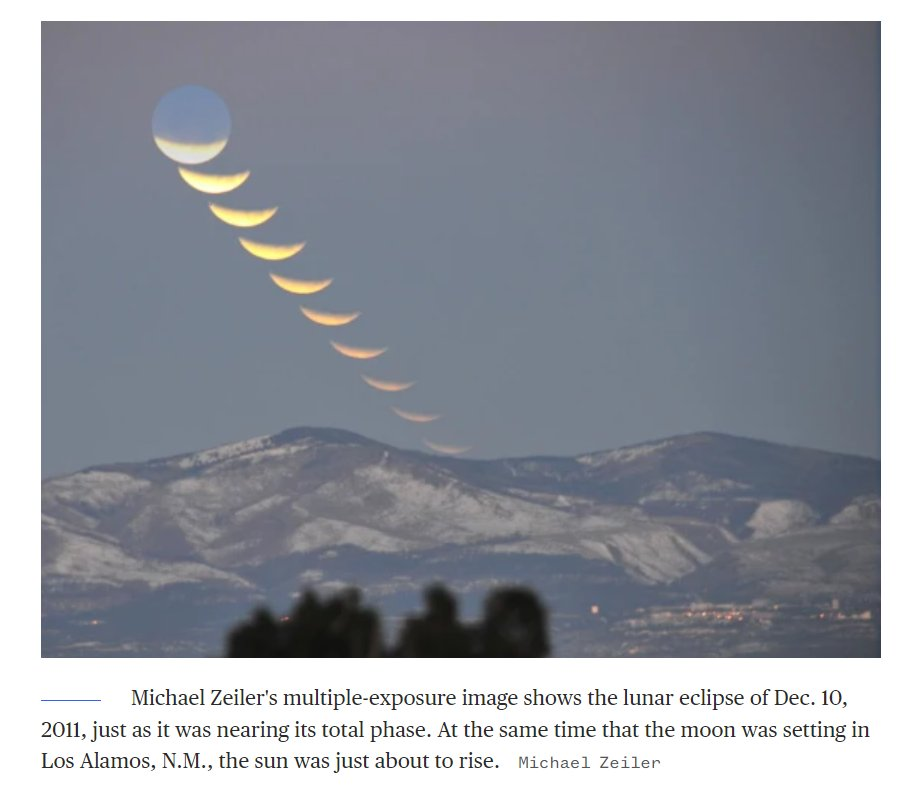
ظاهرة الخسوف الأفقي لا تحدث الا لحظة الشروق أو الغروب حيث يطارد ظل الأرض القمر يكاد يدركه ويخسفه لولا غروب القمرأو الشمس

1. انكسار الضوء خلال غلاف الأرض الجوي يجعل موقع الشمس وموقع القمر اعلى بقليل في السماء من موقعهما الهندسي الحقيقي.[2] وهي خدعة بصرية مرئية .
2. الخسوف يحصل بتحاذي مراكز الشمس الأرض والقمر مع الشمس وليس اطراف الكوكب بسبب كون الراصد على بعد 6371 كم (نصف قطر الأرض) من مركز التحاذي
3. ينبغي للراصد ان يكون على مرتفع مع افق مفتوح شرقا وغربا
4. الظاهرة لا يحدث فيها خسوف كامل، لكن يشاهد ظل الأرض يطارد البدر اثناء غروبه (او شروقه بشكل اقل ومتناقص)

## القمر الدامي
القمر الدامي، أنظر الشكل.
| خسوف القمر أبريل 2014 | خسوف القمر أكتوبر 2014 |
| خسوف القمر أبريل 2015 | خسوف القمر سبتمبر 2015 |

بسبب اللون الأحمر القاني للقمر المخسوف كليا يطلق علية تسمية القمر الدامي. مصطلح القمر الدامي ليس مصطلحا علميا ولكن أستخدم بسبب اللون المحمر للقمر الكامل المخسوف كليا، ويرجع ذلك إلى نفاذ طيف الشمس الأحمر (ذو طول موجة طويلة) في جو الأرض ويتشتت جزء الطيف الأزرق (ذو طول موجة قصيرة) (أنظر تبعثر ريليه) ، بالإضافة إلى عوامل التلوث الجوي التي تؤثر على كمية الأشعة عندما يمر ضوء الشمس عبر الغلاف الجوي للأرض 
وبالإضافة إلى ذلك، في 2010 بدأت وسائل الإعلام بربط هذا المصطلح مع توالي أربعة خسوفات كلية للقمر حدثت خلال عامي 2014–2015 وتفصل بين كل خسوف وأخر ستة أشهر.

## سبب الظاهرة
تنشأ ظاهرة خسوف القمر في منتصف الشهر القمري عندما تحجب الأرضُ ضوءَ الشمس أو جزءاً منه عن القمر.
بمعدل خسوفين لكل سنة.
ويمكن رؤية الخسوف في المناطق التي يكون فيها القمر فوق الأفق. وتحدث تلك الظاهرة عبر المراحل التالية
1. يبدأ القمر بدخول منطقة شبه ظل الأرض (penumbra) فيبدأ ضوءه بالخفوت دون أن يخسف (خسوف شبه الظل بالمصطلح الفلكي). ومنطقة شبه الظل التي ينحجب فيها بعض ضوء الشمس عن القمر بسبب الأرض.
2. ثم يبدأ القمر بدخول منطقة ظل الأرض (umbra) فيبدأ الخسوف الجزئي. ومنطقة ظل الأرض هي المنطقة التي تنحجب فيها الشمس كاملة بسبب الأرض.
3. يخسف كامل قرص القمر عند اكتمال دخوله إلى منطقة ظل الأرض.
4. ثم يبدأ القمر بالخروج من منطقة ظل الأرض فينتهي الخسوف الكلي.

## لماذا لا يحدث الخسوف والكسوف كل شهر؟

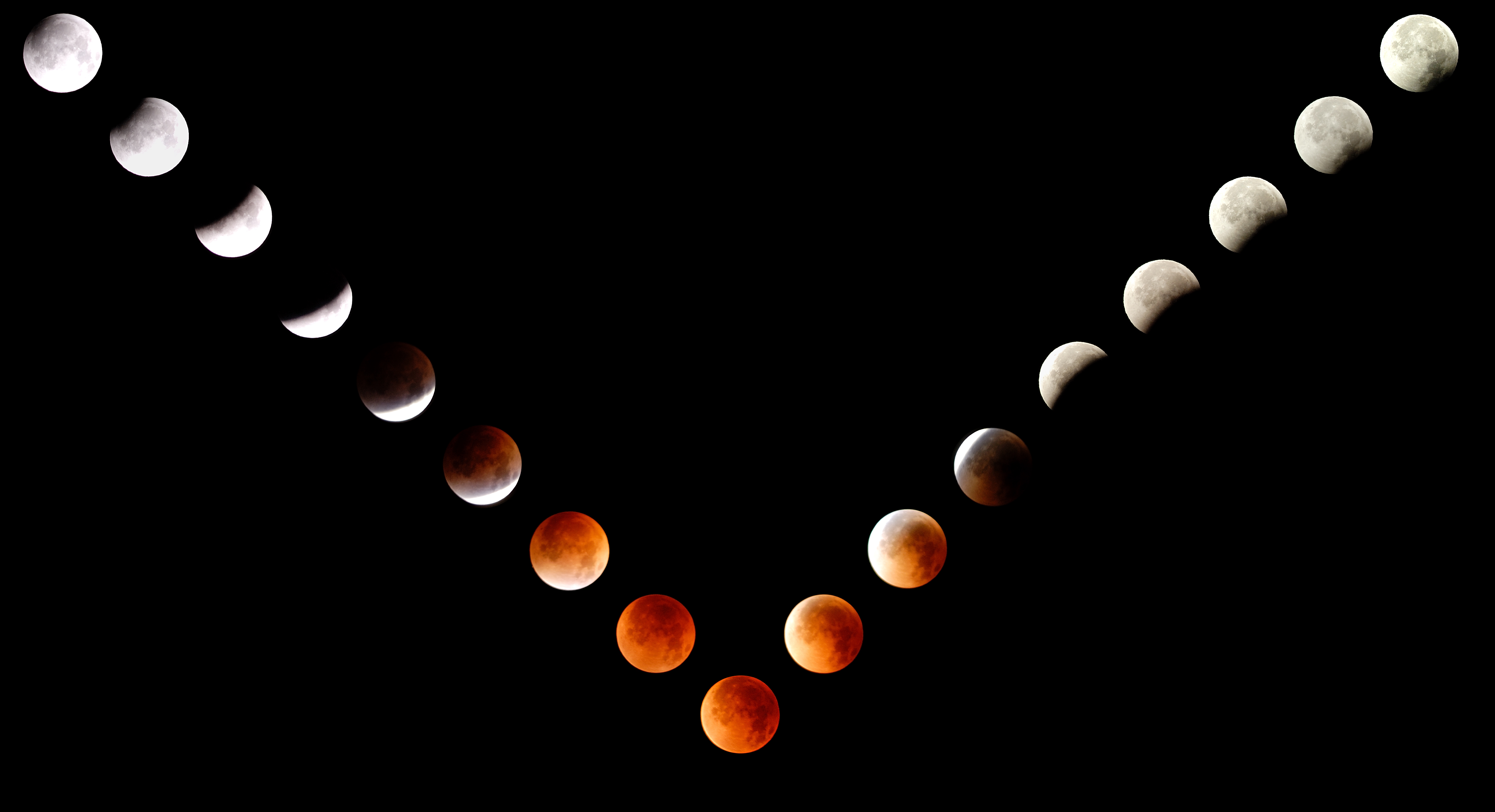
خسوف القمر في 28 أغسطس 2007، مراحل خسوف القمر التقطت من ساحل "ولاية أوريغون" بواسطة "شولتن راندال" ؛ ونظّمت في هذا الشكل الهندسي.

عند بداية أو نهاية الشهر القمري فإن القمر يتوسط بين الأرض والشمس ولو كان القمر يدور في نفس مستوى دوران الأرض حول الشمس لكان الخسوف والكسوف يحدثان كل شهر،
ولكن لأن مستوى دوران القمر حول الشمس يميل بزاوية مقدارها خمس درجات تقريباً.
لذلك السبب لا يحدث الكسوف أو الخسوف إلا عندما تمر الشمس (بسبب دوران الأرض حول الشمس) في نقطة التقاء المستويين أو ما تسميان بالعقدتين.
وتمر الشمس مرتين كل سنة فيهما. لذلك تحدث تلك الظاهرة بمعدل مرتين كل سنة مثل ظاهرة خسوف القمر.
وتسمى الفترة التي تبقى الشمس في العقدتين بفترة الخسوف والكسوف حيث تبقى في كل عقدة أكثر من شهر وهو ما يجعل كل كسوف شمس يرافقه على الأقل خسوف قمر إما قبله أو بعده بنصف شهر والعكس صحيح.
وتستغرق الشمس فترة 346.62 يوم كي تعود إلى نفس العقدة وتلك الفترة تسمى السنة الكسوفية لذلك يتوقع بعد تلك الفترة أو نصفها حدوث خسوف وكسوف ما على سطح الأرض.
وبسبب الفرق بين السنة الكسوفية والسنة الشمسية فإن القمر يعود إلى نفس النقطة التي يحدث فيها الخسوف أو الكسوف بعد 18 سنة و 11.3 يوم أو ما تسمى بدورة الساروس للقمر والتي اكتشفها البابليون في عصور ما قبل الميلاد.

## ماذا يحدث على سطح القمر؟
إن درجة حرارة سطح القمر المضاء بالشمس تبلغ أكثر من 130 درجة مئوية أي إذا وضعنا الماء فسوف يغلي مباشرة! وعندما تعترض الأرض أشعة الشمس الساقطة على القمر فتحجبها تماماً تنخفض درجة الحرارة على سطح القمر إلى ما دون -99 درجة تحت الصفر،
وهذا يعني أنه في غضون الساعة والنصف وهي مدة الخسوف تقريباً يعاني سطح القمر من تغير في درجة حرارته بحدود 229 درجة مئوية! (3).

## حقائق وأرقام
أطول خسوف كلي للقمر استمر ساعة و 40 دقيقة.
أما أطول كسوف كلي للشمس فلم يستمر أكثر من 7 دقائق و 40 ثانية.
الخسوف القمري يمكن أن يحدث ثلاث مرات كل سنة. أما كسوف الشمس فيمكن أن يحدث 5 مرات في سنة واحدة.

## الخسوف في الإسلام
للكسوف والخسوف أهمية دينية في المعتقد الإسلامي حيث تؤدى صلاة الكسوف أو صلاة الخسوف، عند كسوف الشمس أو خسوف القمر.

## صور

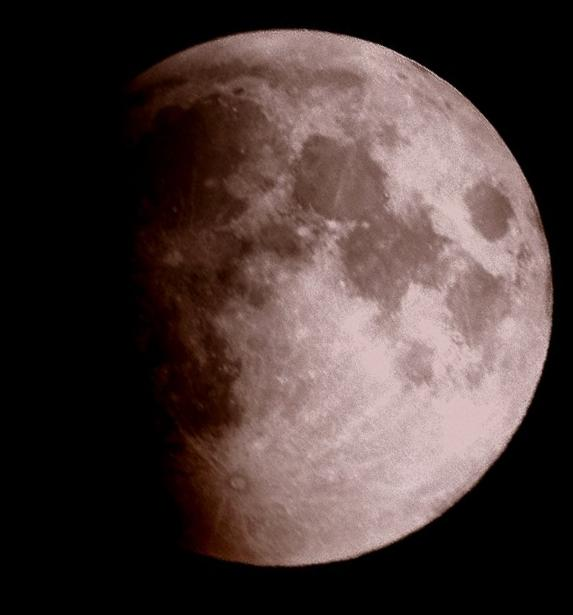
مارس 2007.
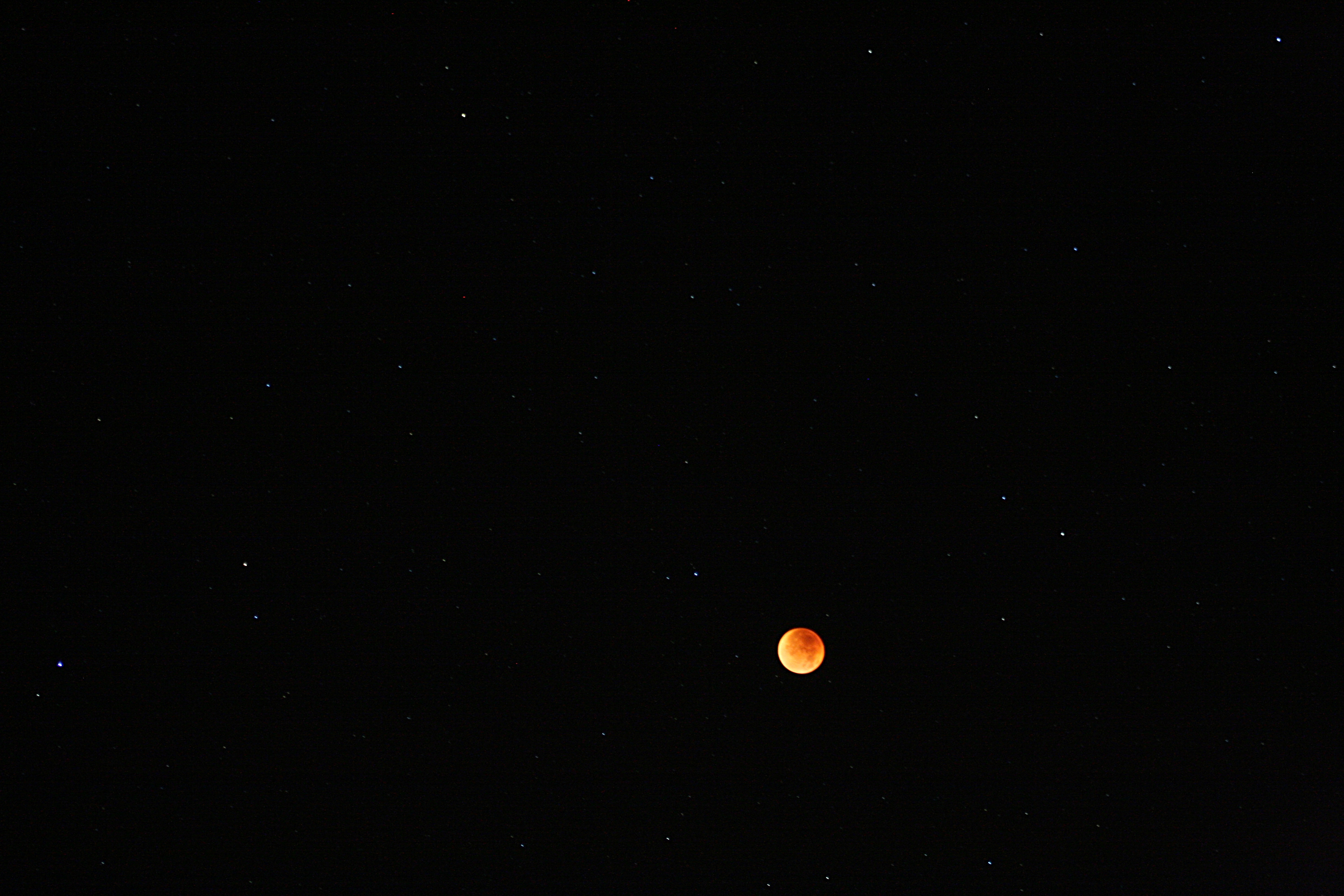
أغسطس 2007. خسوف القمر مع مجموعة من النجوم.
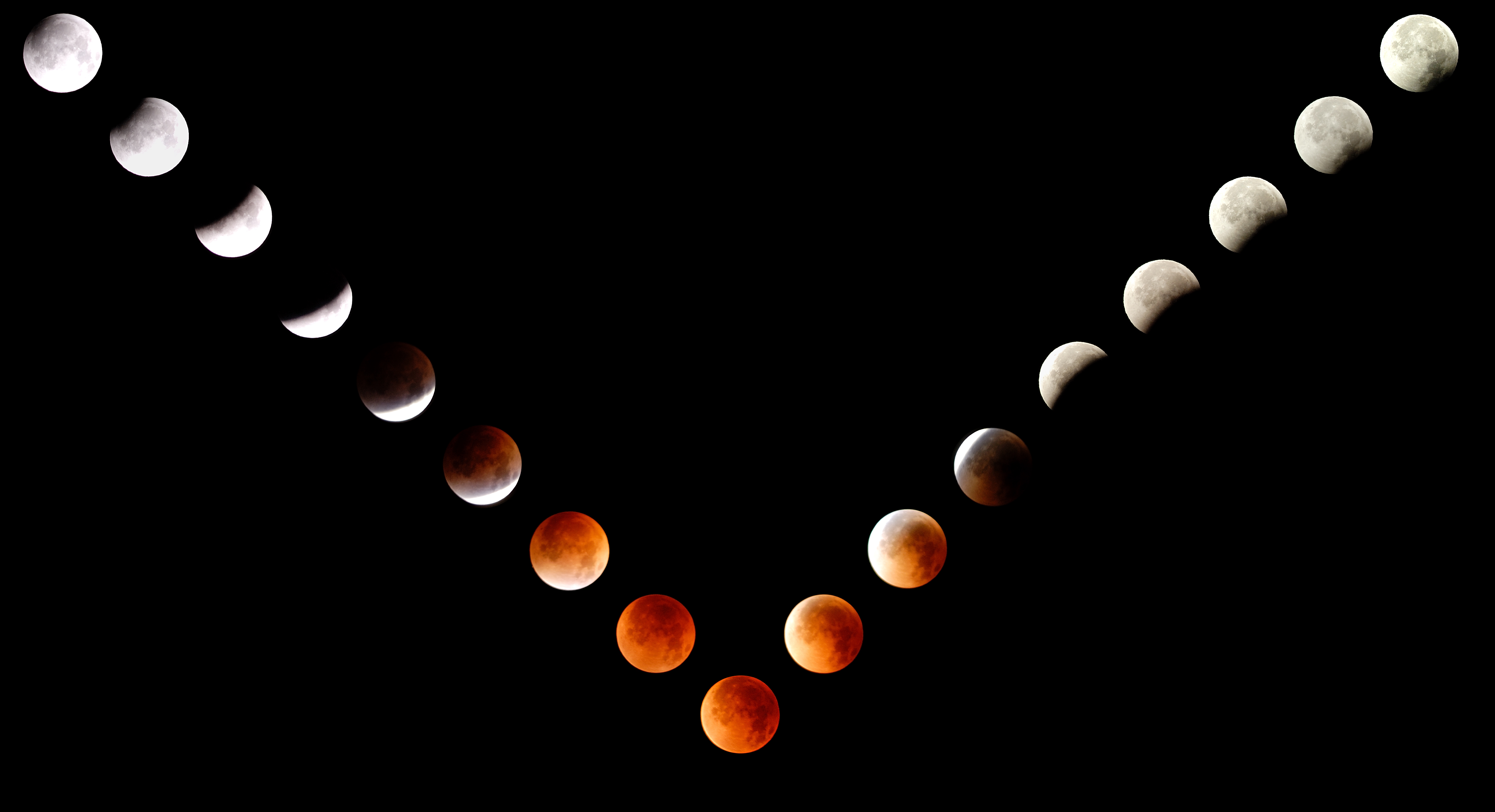
خسوف القمر في 28 أغسطس 2007، مجموعة صور مدموجة التقطت من ساحل "ولاية أوريغون" بواسطة "شولتن راندال".
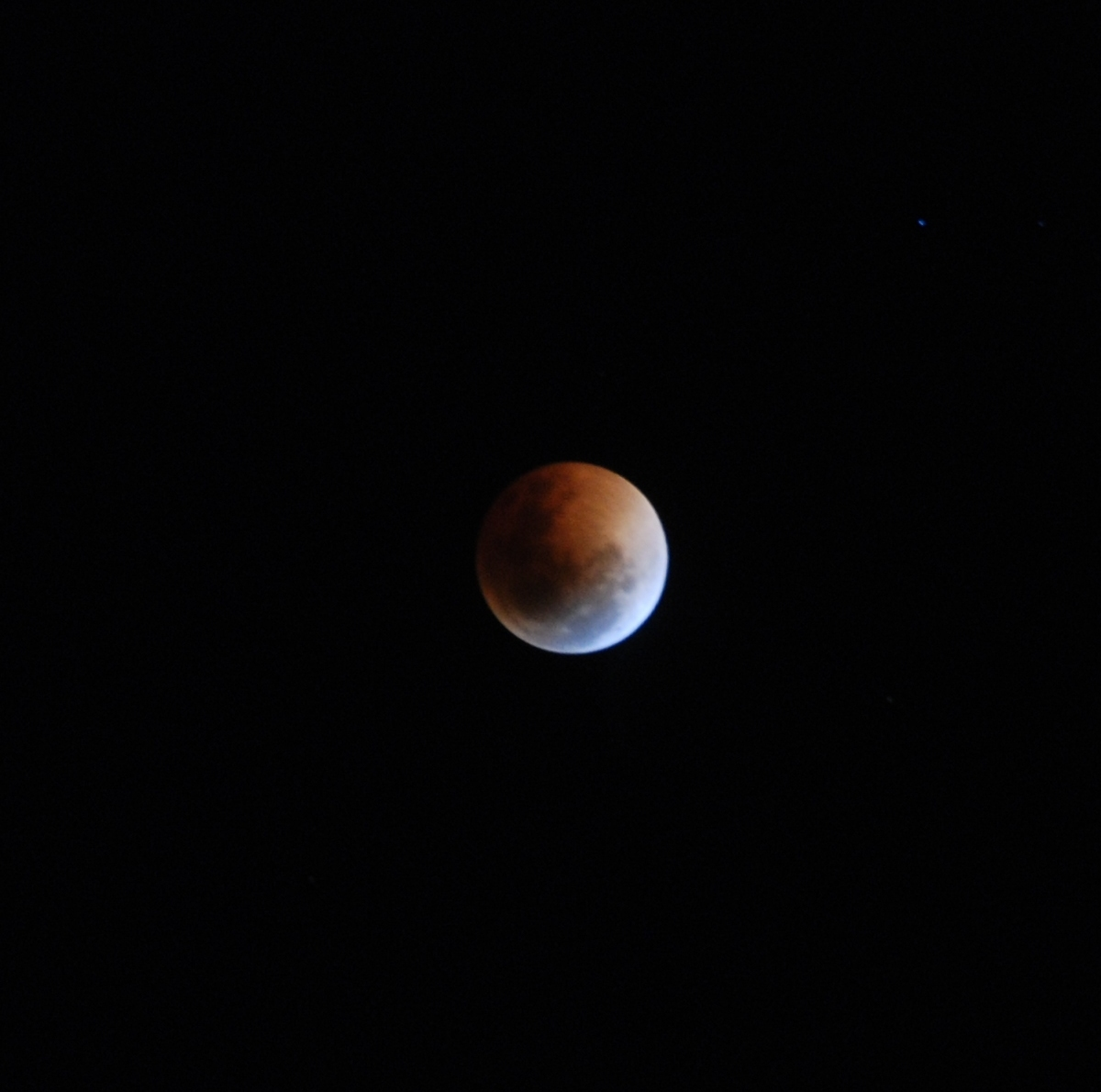
خسوف القمر الكلي, أستراليا يوم 28 أغسطس 2007
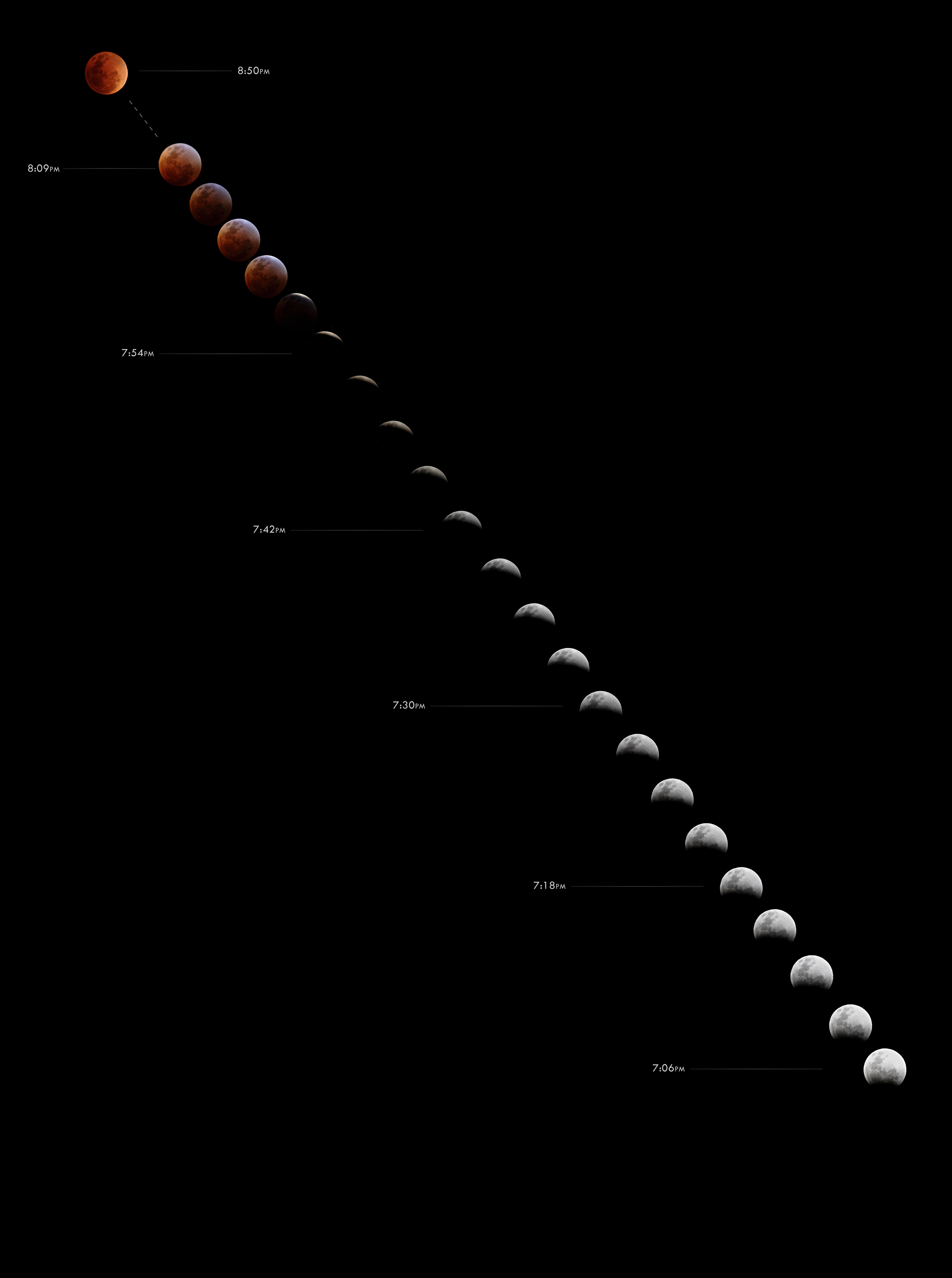
28 أغسطس 2007 خسوف القمر, تسلسل صور اتخذت في 3 دقائق
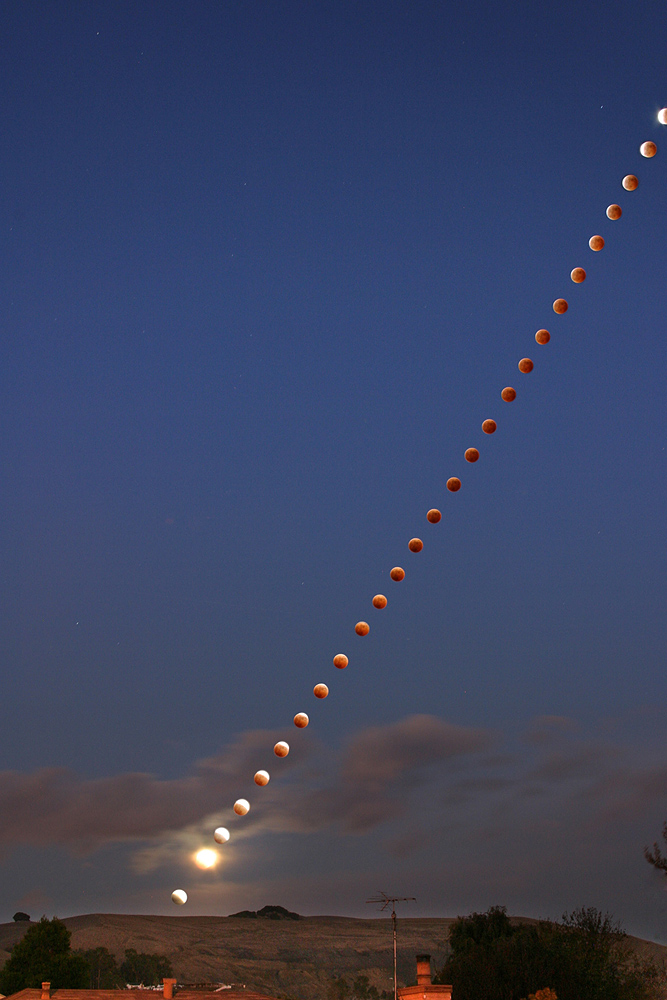
صورة مركبة تعرض خسوف القمر في أكتوبر 2004 من شمال كاليفورنيا.
صورة توضح كسوف القمر من كرمان، إيران.
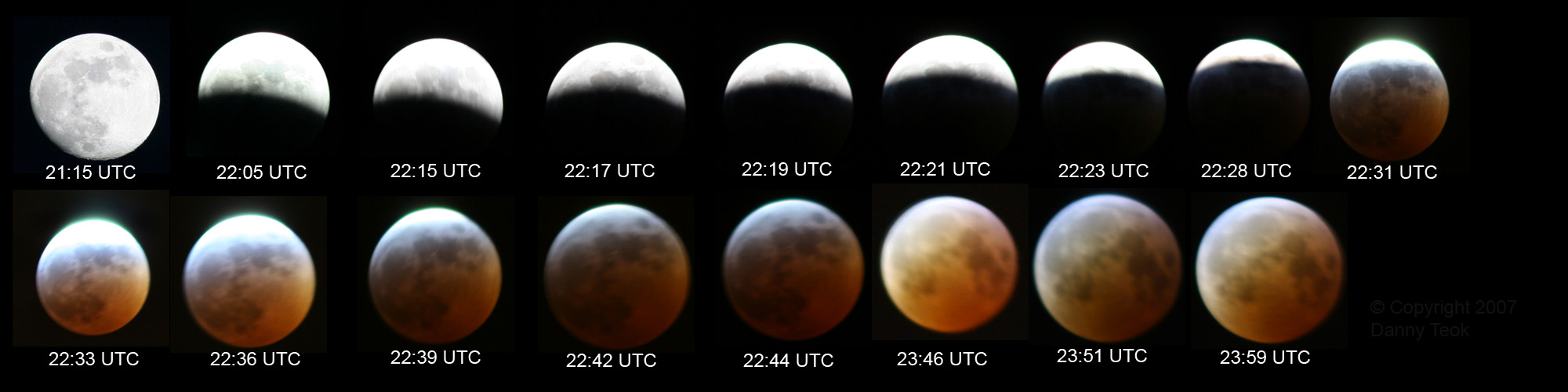
3 مارس 2007 ,مراحل خسوف القمر من ليدز، إنجلترا.
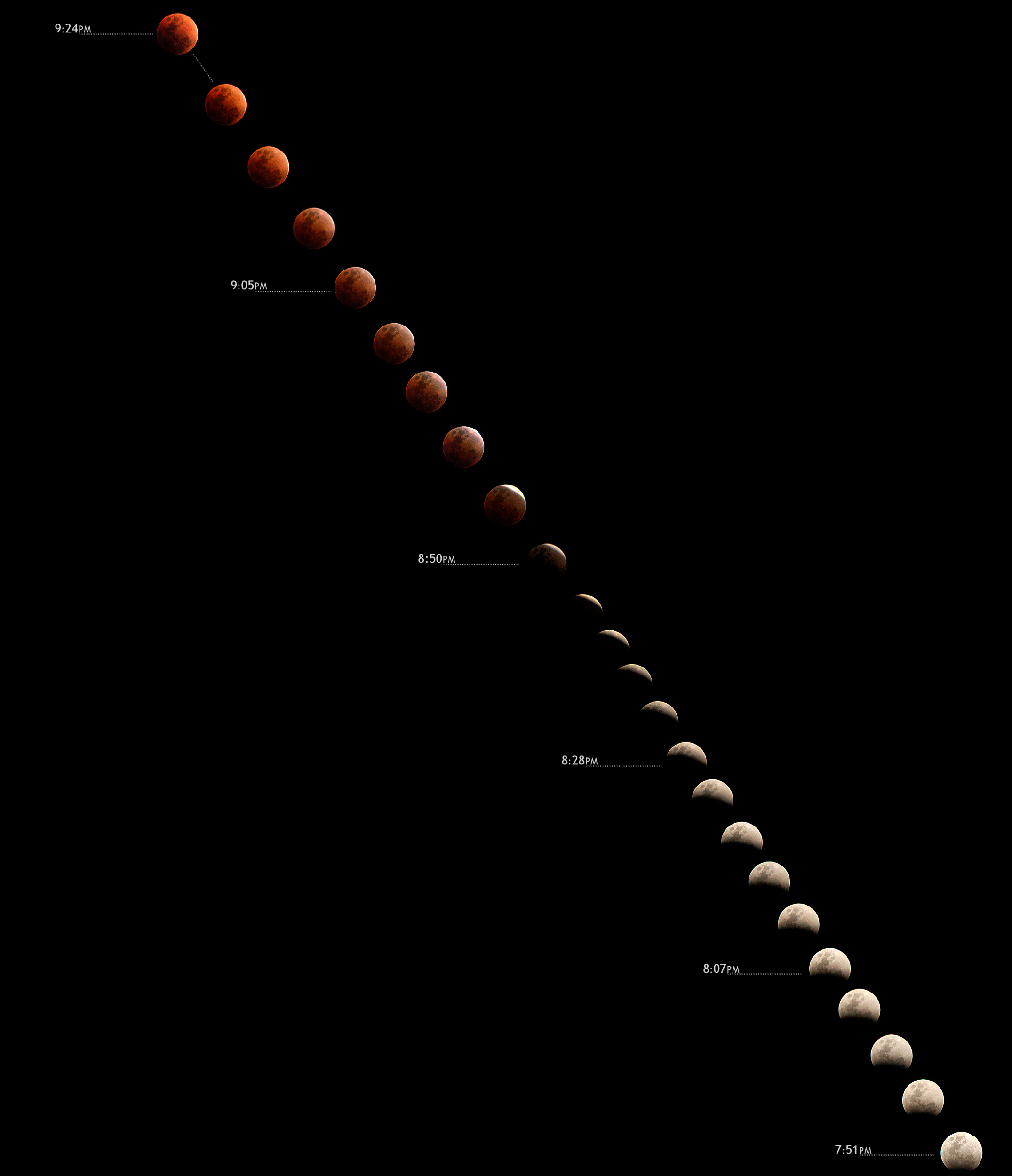
صورة تعرض مراحل خسوف القمر في 20 فبراير 2008

## اقرأ أيضاً
- كسوف الشمس 15 يناير 2010
- خرزات بيلي
- عبور كوكب
- خرزات بيلي
- قائمة خسوفات القمر في القرن 21
- قائمة كسوفات الشمس في القرن العشرين